# 對Facebook的批評
對Facebook的批評，Facebook是一間專門提供全球性社群網路及社會化媒體的網站。對Facebook的諸多批評包括避税、競爭、壟斷、侵犯個人隱私權及智慧財產權等問題，在政治事件中更是有擅自審查和刪除貼文的情況，導致了國際媒體的報導，並對法律問題及其對用戶和員工的生活和健康產生的問題以及對媒體（特別是新聞）的報導和傳播方式的影響。

## 自我審查
據報道，Facebook一名外派到印度、土耳其、墨西哥等國家的公司前員工指出Facebook對用戶上載的內容實行審查機制，這名員工公開審查準則，禁止露骨的性愛圖片、經Photoshop修改的人物影像和餵哺母乳等的照片的發佈。

### 刪除政治貼文
2021年1月美國國會出現示威，Facebook表示會刪除有關示威的相關内容。11日又宣佈，在1月20日拜登就職總統之前，Facebook和Instagram上出現「Stop the Steal」（停止竊選）的貼文都會被刪除。
2021年由於印度疫情持續升溫，印度當局因防疫不力受到指責，要求臉書刪除莫迪下台人民黨總辭等反政府評論。與上次美國大選一樣，公司矢口否認有配合政府機關，臉書解釋對文章被「隱藏」感到抱歉，並辯稱原因是技術和軟體故障。

### 打壓言論自由
Facebook也被部分人士指责打压言论自由。2017年，國民黨智庫認為Facebook受到民主進步黨的控制，政治評論員黃智賢則呼籲馬克·祖克柏不要假裝不知道此事。
另外，Facebook也被指打压特定政治势力。如香港亲建制派组织“爱港之声”和“香港培青社”的页面曾遭到多次删除，封闭超過一万多人的群组，被抗议“践踏言论自由”。一位自称Facebook前雇员的匿名人士也对媒体宣称，Facebook员工也会被强迫在后台删除部分保守主义者的言论，Facebook公司未直接回应，只解释说他们有非常严格的工作指南来确保“客观中立”，这些规定并不会禁止任何信息的传播。
2025年4月，臉書前全球政策總監溫恩-威廉斯在美國國會聽證會表示，臉書曾在香港和臺灣等地使用審查工具，該工具由祖克柏親自設計，測試過程有中華人民共和國官員參與。

### 降低觸及率
觸及率指的是推文算法推薦的次數，透過降低觸及率，使用者雖然成功發出文章，但可能幾乎無人閱讀，可以達到秘密封殺的效果，2020年美國大選後，政治交接期間因內部維穩需要，臉書表示為了避免偏見與情緒性言論，降低了部分政治團體的觸及率，但此事影響到全球各地的臉書使用者，台灣當時的政府防疫與救災宣傳因此被連帶受到觀看數損失，不過在台灣觸及率算法則是將所有政治貼文都調降。

## 恣意停權
Facebook只說明會停用（停權）違反《社群守則》的帳號，但是不說明停權的具體理由，例如違反了《社群守則》當中的那一個或那數個規定，不服停權的審查標準也不透明，也沒有其他求助與支援的機制，即使使用者從未違規也是如此，而Facebook也會使用AI來自動停權特定的帳號，另外，Facebook經常以「保護帳號」為由對新用戶做出限制，甚至使用中直接停權而不給理由。且因Facebook並不提供電子信箱、客服電話等聯絡管道，僅能透過Facebook網站使用說明項目下進行回報，且官方不一定會回覆，形成資訊不對等的交流，使用者也無法得知具體違反《社群守則》的細節，無法學習改正錯誤的行為或提出具體抗辯，而讓用戶感到權益遭受侵害。如在Ptt的facebook版上即常有用戶提及因帳號被鎖而重開帳號，而新帳號卻屢被fb質疑「不是本人」而遭登出、封鎖等事情。
部分知名人士甚至僅被告知違反使用條款，卻不具體指明違反項目而被封鎖，例如政治人物謝長廷、醫師部落客比利潘。伍佰的帳號問題後來被新聞媒體報導，加上大量用戶向Facebook抗議，最後Facebook恢復伍佰的帳號，謝長廷等人則申訴後取回帳號。
美國前總統川普的臉書帳號，在2021年1月6日國會大廈暴力事件之後就被停權，而川普也向美國佛羅里達州南部聯邦法院，對Facebook公司與執行長們提出訴訟，認為臉書違反美國憲法第一修正案中保護的言論自由。

## 實名制与用户验证争议
2014年10月開始，Facebook再度針對部分臉書用戶做無預警停權，要求驗證的用戶必須上傳政府發放的身分證明文件。
之前許多名人因為違反臉書的名稱規定而遭封鎖，例如臺灣歌手伍佰2011年元月就曾被Facebook告知其粉絲頁帳號被永久停用。
根據《TechCrunch》及《華爾街日報》报道，Facebook將開始針對Facebook粉絲眾多的「名人驗證」其身分，並允許名人以筆名或藝名顯示，改變以往僅能使用本名附加暱稱顯示的方式。目前臉書會自行挑選驗證的名單，通常是很多人訂閱的帳號，用戶不能自行要求驗證。被要求驗證的用戶必須上傳政府發放、附有照片的證件圖檔以資證明，Facebook在驗證過後將會刪除該圖檔。一旦驗證過後，該用戶就可以用別名來顯示。

## 隐私权争议
Facebook在对隱私權的保护方面一向为人诟病，只要用户註冊后就會把你所提供的資料中有任何相關連的人推薦給该用户當做朋友。相對的如果该用户的朋友、舊情人、老闆、不想理會的人、討厭的人甚至是敵人仇家註冊臉書，该用户也會被人肉搜索提供給他們當朋友，此时如果该用户沒注意而接受，那麼该用户討厭的人可以很容易的追蹤到该用户的一舉一動；而如果该用户按了拒絕，那麼他們也有可能已經知道你的Facebook帳號，部分具有不轨企图的人或許會用另外的帳號再來騷擾该用户。
據《明報》報導，研究由美國康奈爾大學及加州大學三藩市分校的心理學家聯同Facebook數據專家進行，研究報告刊於《美國國家科學院院刊》。Facebook隨機抽選68.9萬名用戶，於2012年1月其中一星期內改變用戶主頁中顯示的動態消息篩選方式，自動隱藏含正面或負面情緒字眼的內容，控制用戶接觸情緒字眼的程度，然後觀察用戶分享內容是否有變化。研究員發現，若減少顯示來自朋友及專頁的正面內容，用戶便較少分享正面信息；相反，當負面內容減少，用戶分享的內容則較正面。這說明人們在社交網站分享的內容，能夠使他人出現同樣情緒。2014年6月28日，網上雜誌Slate和The Atlantic網站在2014年6月28日轉載那份報告的內容後，許多網民才知道Facebook秘密進行這項研究，初時感到詫異，表示難以置信，其後有愈來愈多人對該公司的做法表達憤怒，直斥不道德和侵犯私隱。
Facebook宣稱該公司不會竊取用戶的網路信箱號碼。
2013年6月，Facebook被指稱參與稜鏡計劃，隨後Facebook對媒體宣告。
2007年11月6日，Facebook为改善盈利环境，发布显示广告系统——Beacon，被称为“灯塔计划”。该系统的主要思路是采集用户在外部网站的活动并推送给Facebook的好友。由于该广告系统过度使用用户数据，遭到廣泛地抵制，被迫于12月5日宣布允许用户关闭此功能。

#### 擅自使用用户数据及算法跟踪争议
2009年3月，Facebook在未知会用户的情况下擅自更改使用条款，宣称用户上传的资料即使删除，Facebook仍然具有完全的使用权。这引起用户的普遍抗议。Facebook被迫收回成命，并根据用户的意见重新拟定条款并交由公開投票。重新拟定后新条款获得了60余万投票者中70%以上票数赞成。但投票率远远低于预先规定的30%。尽管如此，Facebook仍然于5月1日颁行这一条款。
2010年5月，Facebook推出一新方法以加密程度。此方法就是，一發現曾經有可疑人物登入某用戶，Facebook便要求該用戶通過一系列的安全檢查。其中一安全檢查程序是要求該用戶辨認朋友的照片，7張照片要5張答對才可重新啟用帳號。此安全檢查程序備受爭議，一來那些「朋友」用戶可能對他不了解，都是遊戲或不同場合認識的陌生人，二來朋友的照片不一定使用個人圖片。即使是關係密切的朋友，也不一定成功辨認照片。因為這個安全檢查，已使不少帳號被永久終止，不少都是曾經在國外用過Facebook的用戶。雖然安全檢查程序備受爭議，但Facebook堅持說這是最佳方法，只有極少數人出現問題。
Facebook被批評廣泛在用戶的動態消息（News Feed）顯示用戶沒有追蹤，但被廣泛流傳的熱門內容甚至付費的推廣內容，也遭質疑Facebook的演算法助長虛假新聞傳播，引致不少政治事件受影響。面對指責，Facebook決定減少來自媒體和品牌的訊息，增加顯示用戶親友動態，讓用戶的瀏覽時間「獲得善用」。
2022年9月14日，運營Facebook的Meta公司涉嫌在韩国未经用户同意收集个人信息并将此用于在线投放个性化广告，被罚308亿韩元。

### 付费购买隐私
从2016年起，Facebook开始向年龄在13到35岁的用户支付20美元/月的费用，让他们在其iOS或Android设备上安装名叫“Facebook Research”的应用。Facebook试图绕开App Store，让用户从非苹果官方的Beta软件分发服务Applause、BetaBound和uTest来下载Research，并在可能违反Apple政策的情况下获得其root权限，以此监视和分析用户的手机活动数据，如私人消息、照片、网络浏览记录等，收集并发送回Facebook。
苹果公司为了惩罚Facebook，撤销了Facebook的企业开发者证书，理由是后者违反企业开发者计划的协议，在官方商店以外向非Facebook员工分发了应用。Facebook企业开发者证书被吊销后，Facebook 受到很大影响，不少APP无法使用。如Facebook Messenger、Instagram等Facebook系应用的开发版本以及Facebook内部所用的点菜、通勤等iOS应用，都无法运行。
2019年3月29日，美國住房及城市發展部指控Facebook違反《公平住房法》，挖掘用戶的大量個人數椐，並利用種族、膚色、國籍、宗教、性別和殘疾等受法律保護的特徵，來決定誰能瀏覽住房廣告。《紐約時報》報道，美國住房及城市發展部指控Facebook通過限制以上個人特徵來決定誰可以在其平台和互聯網上瀏覽與住房相關的廣告，構成了非法歧視用戶的行為。

## 数据泄露争议
據路透社報導，2013年6月21日，Facebook於主動對外宣布並承認在過去1年間約有600萬名用戶的電話與電子郵件地址遭到外洩。由於用戶聯絡訊息資料庫出現技術性錯誤，自2012年開始陸續出現用戶資料遭不當分享，直到2013年6月14日才被發現；該公司表示其資訊人員已在24小時內修補該漏洞，並且以電郵通知受影響的用戶。
2019年4月，媒体公司Cultura Colectiva被发现在Amazon S3不设密码状态下存储了5.4亿Facebook用户的记录，包括身份号码、评论和账户名称。同时，2014年就已下线的Facebook第三方开发应用程序At the Pool，在另一个Amazon S3云存储服务器中存放包括从2.2万多个Facebook用户处抓取的信息，例如用户的朋友列表、电邮地址、兴趣、照片、小组、签到等。丑闻曝光后，Facebook立刻联系亚马逊公司将这些数据库删除。

### 2018年用户数据泄露風波
2018年3月16日，Facebook 被曝在2014年有超过5000万名用户资料遭剑桥分析公司窃取分析并用来向用户发送政治广告，受此影响，Facebook股价19日出现了五年来的最大单日跌幅6.8%，20日再跌2.56%，Facebook两日市值蒸发500亿美元。
在Twitter上有网友出现了反Facebook的声音，网友以「#DeleteFacebook」标签来号召用户删除Facebook 帐户资讯，也有不少网友真的将自己的Facebook帐户删除。
3月21日，Facebook创始人扎克伯格他在Facebook页面上发表声明，承认“犯了错”，宣布“要负责”。随后扎克伯格接受了CNN等媒体的采访。他公开道歉，后悔没有更及时地披露信息泄露事件，还表示愿意去国会作证。
受到泄露风波影响，Facebook2018年7月25日公布的当年第二季度财报显示，营收三年来首次逊于外界预期。日活跃用户环比增速创新低，欧洲用户两年来首次负增长，北美用户增长也陷入停滞。财报公布的当日Facebook股价大跌逾23%。2019年7月12日，Facebook為此事件和美国联邦贸易委员会和解，Facebook將繳納50億美元罰款。

## 防沉迷问题
Facebook被指頻繁而長期使用會產生跟藥物或毒品的成癮相似的症狀，長期使用會有如「做愛」一樣使人上癮，且年輕人和女性「臉書成癮」的風險較高。用家在社交網路分享近況所產生的回饋效果，會使腦部主管回饋感覺的反應區域伏隔核（nucleus accumbens）和腹側被蓋區（ventral tegmental area）出現活躍反應，而這些區域也是進食、獲得金錢及性行為的反應區域。而事實上Facebook已讓許多年輕人群和Y世代成癮，成為每天例行要瀏覽的網站之一，造成精神以至健康問題。有份創立Facebook的帕克（Sean Parker）直言，社交媒體的創辦正是利用人類心理的漏洞，將產品變成怪獸一般，使人們要花上愈來愈多的時間在這些社交媒體上，不能自拔，猶如上癮一樣；前董事會副主席帕利哈皮蒂亞（Chamath Palihapitiya）批評Facebook破壞社會運作並使人與人關係緊張。Facebook則回應指只要在平台上與人積極互動，反而有助增進人際關係。

## 自动翻译程序争议
2020年1月，中华人民共和国主席习近平访问缅甸，缅甸国务资政昂山素季在自己的官方脸书页面用緬甸语发表有关習近平访问的声明，而臉書將緬甸語翻译成英文时，习近平被翻译成“粪坑（Shithole）”，而且多次出现。习近平也被称为“粪坑先生”（Mr Shithole）。緬甸当地的《伊洛瓦底》（Irrawaddy）新闻网站的头条也出现了“招待粪坑主席的晚宴（Dinner honors president shithole）”的錯誤翻譯表述，並指有關錯誤是由“技术问题”造成的。BBC推測這可是是由於「近」「平」分別與緬甸語中“洞”和“屁股”發音相近，導致翻譯出錯。1月18日，脸书在为习近平名字的不雅英文翻译道歉，表示翻译错误已经得到解决。
2020年7月28日，泰国公视在脸书直播泰王玛哈·哇集拉隆功的诞辰烛光仪式时，把英文的“庆祝国王生日”翻译成“庆祝国王驾崩”，激怒了当地观众向警察投报。泰国公视发出道歉声明，指该贴文是脸书自动翻译系统出错，泰国皇家警察犯罪技术部门随着对脸书展开调查。脸书则宣布已在泰国的主要社交网络和Instagram上暂停翻译服务，承诺将升级并提高翻译质量。

## 起诉争议
2020年8月，泰国政府在国内示威期间，向面书、推特、YouTube等社群媒体营运商寄出警告信，要求各公司在15天内删除违法讯息和关闭部分议论泰国王室的社群和账号。脸书对此于8月25日发布声明称，这一要求违背人权原则，影响民众自由表达的权利，考虑将诉诸法律途径挑战泰国政府的要求。同日，泰国总理巴育警告脸书如果起诉泰国政府，泰方也将使用泰国法律反击。9月24日，泰国数位经济与社会部部长普提蓬以未删除批评君主制度的不当讯息为由，正式代表泰国政府向科技犯罪抑制局递交抗议函起诉脸书。

## 科技壟斷
2020年12月，美国联邦贸易委员会与美國48个州和地区分别对脸书公司发起反垄断诉讼。2021年6月28日，美国联邦法官驳回美国联邦贸易委员会和一个由州司法部长组成的联盟针对脸书提起的反垄断诉讼。

## 單方面封鎖澳洲新聞
2021年2月18日，澳洲國會正式通過《新聞議價法》，使平台業者必須與新聞媒體拆分收益。這使得臉書極為不滿，宣布澳洲本地的使用者將不得在臉書平台上分享新聞內容。而澳洲新聞媒體對外發聲的空間也被臉書封鎖。Facebook的鎖國演算法不僅全面下架了澳洲新聞媒體，就連各級政府的「災難急救單位」、「家暴救援通報專頁」，也都因為分類判斷的演算法誤差，而被Facebook誤判為「新聞媒體」無差別封鎖下架，引發爭議。

## Facebook文件
2021年9月起，《华尔街日报》公布脸书前数据工程师弗朗西丝·霍根披露的系列文件“Facebook文件”，揭发脸书没能妥善处理平台上的不良内容，甚至给高级用户开后门。对此，脸书于11月2日宣布删除所有脸部识别数据。